# Maybelline
Pour la chanson de Chuck Berry, voir Maybellene.
 (août 2018).
Si vous disposez d'ouvrages ou d'articles de référence ou si vous connaissez des sites web de qualité traitant du thème abordé ici, merci de compléter l'article en donnant les références utiles à sa vérifiabilité et en les liant à la section « Notes et références ».
Maybelline est une marque américaine de produits cosmétiques fondée en 1915 à Chicago par Tom Lyle Williams, propriété du groupe L'Oréal depuis 1996.

## Historique

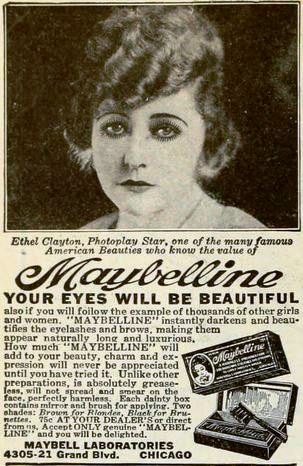
Publicité Maybelline avec Ethel Clayton (1922).

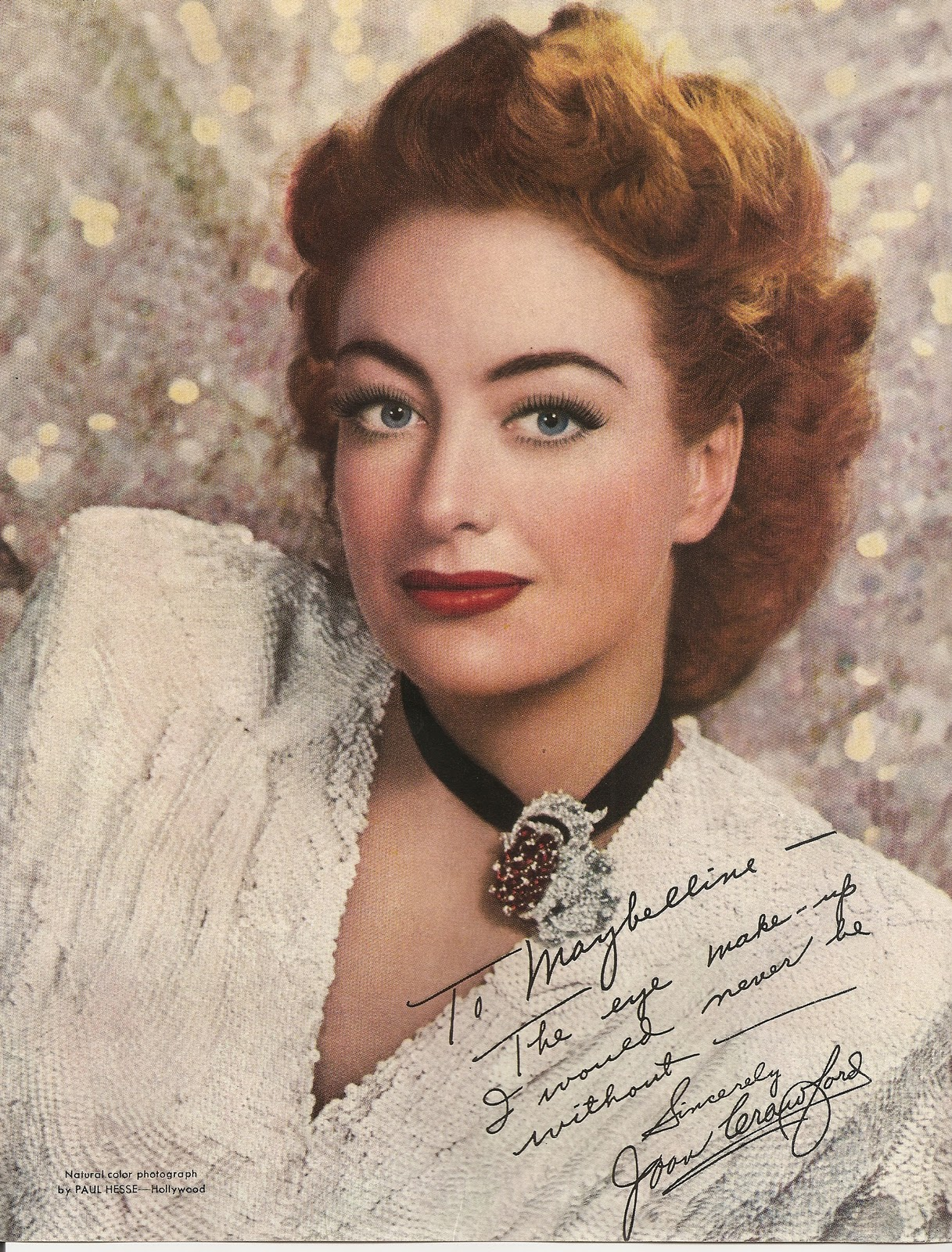
Publicité Maybelline avec Joan Crawford (photographie de Paul Hesse, 1946).

La société est créée en 1915 par Tom Lyle Williams, un jeune entrepreneur de 19 ans, sous le nom de « Maybell Laboratories » (inspiré du prénom sa sœur aînée, Mabel). Il avait remarqué que Mabel appliquait un mélange de poudre de charbon et de vaseline sur ses cils pour leur donner un aspect plus dense et fourni. Williams adaptera cette idée pour fabriquer un produit vendu sous le nom de « Lash-Brow-Ine » (une décision de justice après la plainte de Lashbrow Laboratories l'empêchera d'utiliser cette marque en 1920).
En 1917, il renomme son mascara « Maybelline » (contraction de « Maybell » et « vaseline ») et commercialise le « Maybelline Cake Mascara » (« Le premier cosmétique pour les yeux moderne pour un usage quotidien » selon le slogan de l'époque) sous la forme d'un petit bloc noir solide présenté dans un boîtier en aluminium.
En 1923, Maybell Laboratories devient « Maybelline ».
En 1963, Maybelline lance Ultra Lash Mascara, le premier distributeur « automatique » de mascara doté d'une brosse applicatrice et vendu à grande échelle, puis Great Lash en 1971,.
Maybelline est rachetée en 1967 par la société américaine Plough pour 136 millions de dollars,.
La société investit dans les rouges à lèvres en 1974 puis les vernis à ongles en 1977.
En 1990, Maybelline est rachetée par la société d'investissements Wasserstein Perella & Co. (en) qui l'introduit en bourse en 1992.
Après avoir lancé une OPA sur la société le 10 décembre 1995, L'Oréal rachète Maybelline en février 1996. En 2001, Maybelline devient « Maybelline New York ».
La société développe son réseau international par son adossement à d'autres marques de L'Oréal :
- avec Gemey en France (en 1998) ;
- avec Jade en Allemagne et en Autriche (en 2000) ;
- avec Miss Ylang en Argentine (en 2000) ;
- avec Colorama au Brésil (en 2001) ;
- avec Vogue en Colombie (en 2012).

## Logos

Gemey Maybelline.
Gemey.
Jade Maybelline.
Jade.
Miss Ylang Maybelline.
Colorama Maybelline.
Vogue.